# خارنوک شرقی
خارنوک شرقی گونه‌ای پرنده از خانواده عسل‌خواران است. این پرنده بومی جنوب شرقی استرالیا است و در مناطق جنگلی، باغ‌ها، و شهری زندگی می‌کند. تیغ‌نوک شرقی دارای طولی حدود ۱۵ سانتیمتر، پرهای سفید، سیاه، و بلوطی، و چشم‌های قرمز رنگ است.